# 22e cérémonie des Razzie Awards
La 22e cérémonie des Razzie Awards a eu lieu le 23 mars 2002 au cinéma Abracadabra de Magicopolis à Santa Monica (Californie) pour distinguer les pires productions de l'industrie cinématographique durant l'année 2001. Fait marquant, Tom Green est venu lui-même chercher ses cinq récompenses.

## Palmarès
Les lauréats de chaque catégorie sont en premier et en gras dans chaque section.

### Pire film
- Va te faire foutre Freddy ! (Freddy got fingered)
  - Destination : Graceland (3000 Miles to Graceland)
  - Driven
  - Glitter
  - Pearl Harbor

### Pire acteur
- Tom Green pour le rôle de Gord Brody dans Va te faire foutre Freddy ! (Freddy Got Fingered)
  - Ben Affleck pour le rôle du lieutenant Rafe McCawley dans Pearl Harbor
  - Kevin Costner pour le rôle de Thomas J. Murphy dans Destination : Graceland (3000 Miles to Graceland)
  - Keanu Reeves pour le rôle de Conor O'Neill dans Hardball
  - Keanu Reeves pour le rôle de Nelson Moss dans Sweet November
  - John Travolta pour le rôle de Frank Morrison dans L'Intrus (Domestic Disturbance)
  - John Travolta pour le rôle de Gabriel Shear dans Opération Espadon (Swordfish)

### Pire actrice
- Mariah Carey pour le rôle de Billie Frank dans Glitter
  - Penélope Cruz pour le rôle de Mirtha Jung dans Blow
  - Penélope Cruz pour le rôle de Pelagia dans Capitaine Corelli
  - Penélope Cruz pour le rôle de Sofia Serrano dans Vanilla Sky
  - Angelina Jolie pour le rôle de Lara Croft dans Lara Croft : Tomb Raider (Lara Croft: Tomb Raider)
  - Angelina Jolie pour le rôle de Julia Russell dans Péché originel (Original Sin)
  - Jennifer Lopez pour le rôle de Sharon Pogue dans Angel Eyes
  - Jennifer Lopez pour le rôle de Mary Fiore dans Un mariage trop parfait (The Wedding Planner)
  - Téa Leoni pour le rôle de Amanda Kirby dans Jurassic Park 3 (Jurassic Park III)

### Pire couple à l'écran
- Tom Green et tout animal dont il abuse dans Va te faire foutre Freddy ! (Freddy Got Fingered)
  - Ben Affleck et, soit Kate Beckinsale, soit Josh Hartnett, dans Pearl Harbor
  - Mariah Carey et son décolleté dans Glitter
  - William H. Macy et Téa Leoni, dans Jurassic Park 3 (Jurassic Park III)
  - Burt Reynolds et Sylvester Stallone dans Driven

### Pire second rôle masculin
- Charlton Heston pour la voix du Chef du QG des chiens dans Comme chiens et chats (Cats & Dogs)
- Charlton Heston pour le rôle de  Zaïus, le père de Thade dans La Planète des singes (Planet of the Apes)
- Charlton Heston pour le rôle du père d'Eugenie dans Potins mondains et amnésies partielles (Town and Country)
  - Max Beesley pour le rôle de Julian Dice dans Glitter
  - Burt Reynolds pour le rôle de Carl Henry dans Driven
  - Sylvester Stallone pour le rôle de Joseph « Joe » Tanto dans Driven
  - Rip Torn pour le rôle de Jim Brody dans Va te faire foutre Freddy ! (Freddy Got Fingered)

### Pire second rôle féminin
- Estella Warren pour le rôle de Sophia Simone dans Driven
- Estella Warren pour le rôle de Daena dans La Planète des singes (Planet of the Apes)
  - Drew Barrymore pour le rôle de la réceptionniste de monsieur Davidson dans Va te faire foutre Freddy ! (Freddy Got Fingered)
  - Courteney Cox pour le rôle de Cybil Waingrow dans Destination : Graceland (3000 Miles to Graceland)
  - Julie Hagerty pour le rôle de Julie Brody dans Va te faire foutre Freddy ! (Freddy Got Fingered)
  - Goldie Hawn pour le rôle de Mona Miller dans Potins mondains et amnésies partielles (Town and Country)

### Pire remake ou suite
- La Planète des singes (Planet of the Apes)
  - Crocodile Dundee 3 (Crocodile Dundee in Los Angeles)
  - Jurassic Park 3 (Jurassic Park III)
  - Pearl Harbor
  - Sweet November

### Pire réalisateur
- Tom Green pour Va te faire foutre Freddy ! (Freddy Got Fingered)
  - Michael Bay pour Pearl Harbor
  - Peter Chelsom (avec Warren Beatty) pour Potins mondains et amnésies partielles (Town and Country)
  - Vondie Curtis-Hall pour Glitter
  - Renny Harlin pour Driven

### Pire scénario
- Va te faire foutre Freddy ! (Freddy Got Fingered) – Tom Green et Derek Harvie
  - Destination : Graceland (3000 Miles to Graceland) – Demian Lichtenstein et Richard Recco
  - Driven – Sylvester Stallone, Jan Skrentny et Neal Tabachnick
  - Glitter – Kate Lanier et Cheryl L. West
  - Pearl Harbor – Randall Wallace